# Capitale di scorta
Per capitale di scorta si intende quel capitale tecnicamente differenziato, a cui appartengono i prodotti creati internamente all'azienda. Essi sono reimpiegati, e possono essere a fecondità annua o poliannuale.
Le scorte annuali sono dette scorte circolanti a monociclo, e sono lettimi, stallatico, cereali, semente, eccetera.
Le scorte che hanno un ciclo poliannuale sono dette scorte fisse e si suddividono in:
- scorte fisse vive, quali il bestiame in genere;
- scorte fisse morte, quali le macchine e gli attrezzi.

Le scorte fisse in genere vanno incontro a costi annuali detti quote, che sono:
- di rimonta (per il bestiame),
- di reintegra (per gli attrezzi e le macchine) ma simile alla rimonta,
- di assicurazione,
- di manutenzione.